# 더블린 작가 박물관

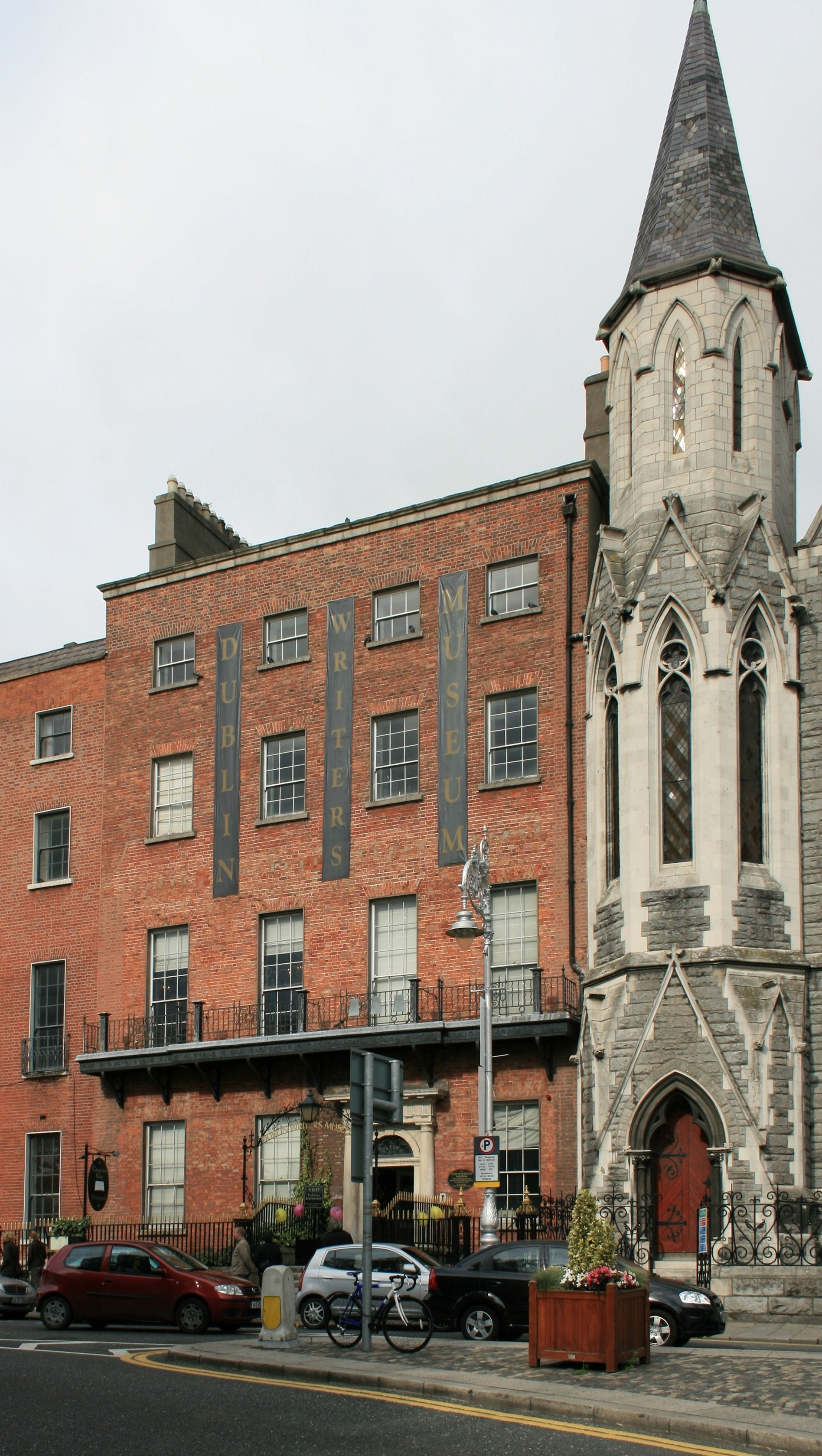
더블린 작가 박물관

더블린 작가 박물관(영어: Dublin Writers Museum)은 아일랜드 더블린 파넬 광장에 있는 박물관이다.